# Quadrangle Raditladi
El quadrangle Raditladi (identificat amb el codi H-4) és un dels 15 quadrangles definits per la cartografia de Mercuri aprovats per la Unió Astronòmica Internacional. Això inclou la porció de la superfície de Mercuri situat en latitud d'entre 21° N i 66° N, i longitud entre 180° i 270° W.
El cràter Raditladi és l'estructura geològica situada a l'interior del quadrangle elegida com a epònim d'aquest quadrangle. Aquest nom va ser adoptat en 2011 després que la missió MESSENGER fes disponibles suficients imatges d'aquesta part de la superfície de Mercuri. No es va assignar abans d'aquest moment, ja que era un dels sis quadrangles que no van ser mapejats (amb l'excepció d'una tira fina del seu territori al llarg de la frontera oriental amb el quadrangle Shakespeare) quan el Mariner 10 va fer els seus sobrevols el 1974 i 1975. Abans de la missió del MESSENGER el quadrangle s'anomenava Liguria, el nom de la característica d'albedo homònima que havia estat identificada històricament en aquesta porció de la superfície.
La regió està dominada per la formació coneguda com a Caloris Planitia, que per la seva grandària s'estén també als quadrangles Shakespeare i Tolstoj.
|                                                                                                |
| La característica d'albedo Liguria en un mapa de Mercuri anterior a l'exploració del MESSENGER |